# NGC 5264
NGC 5264 este o galaxie situată în constelația Hidra. A fost descoperită în 1835 de către John Herschel. Se află la o distanță de 4,79 megaparseci de Pământ.